# Diocesi di Kabale
La diocesi di Kabale (in latino Dioecesis Kabalena) è una sede della Chiesa cattolica in Uganda suffraganea dell'arcidiocesi di Mbarara. Nel 2021 contava 995.000 battezzati su 1.992.400 abitanti. È retta dal vescovo Callistus Rubaramira.

## Territorio
La diocesi comprende i distretti di Kabale, Kanungu e Kisoro nella regione Occidentale dell'Uganda.
Sede vescovile è la città di Kabale, dove si trova la cattedrale di Nostra Signora del Buon Pastore.
Il territorio è suddiviso in 34 parrocchie.

## Storia
La diocesi è stata eretta il 1º febbraio 1966 con la bolla Quod Sacrum Consilium di papa Paolo VI, ricavandone il territorio dalla diocesi di Mbarara (oggi arcidiocesi).
Originariamente suffraganea dell'arcidiocesi di Rubaga (oggi arcidiocesi di Kampala), il 2 gennaio 1999 è entrata a far parte della provincia ecclesiastica dell'arcidiocesi di Mbarara.

## Cronotassi dei vescovi
Si omettono i periodi di sede vacante non superiori ai 2 anni o non storicamente accertati.
- Barnabas Rugwizangonga Halem 'Imana † (29 maggio 1969 - 15 luglio 1994 dimesso)
- Robert Marie Gay, M.Afr. † (11 gennaio 1996 - 15 marzo 2003 ritirato)
- Callistus Rubaramira, dal 15 marzo 2003

## Statistiche
La diocesi nel 2021 su una popolazione di 1.992.400 persone contava 995.000 battezzati, corrispondenti al 49,9% del totale.
| anno | popolazione | popolazione | popolazione | presbiteri | presbiteri | presbiteri | presbiteri                | diaconi | religiosi | religiosi | parrocchie |
| anno | battezzati  | totale      | %           | numero     | secolari   | regolari   | battezzati per presbitero | diaconi | uomini    | donne     | parrocchie |
| ---- | ----------- | ----------- | ----------- | ---------- | ---------- | ---------- | ------------------------- | ------- | --------- | --------- | ---------- |
| 1970 | 207.081     | 642.216     | 32,2        | 51         | 20         | 31         | 4.060                     |         | 37        | 60        | 14         |
| 1980 | 269.204     | 800.000     | 33,7        | 51         | 38         | 13         | 5.278                     |         | 15        | 64        | 16         |
| 1990 | 439.000     | 984.000     | 44,6        | 77         | 66         | 11         | 5.701                     |         | 19        | 101       | 24         |
| 1999 | 585.000     | 1.200.000   | 48,8        | 106        | 95         | 11         | 5.518                     |         | 15        | 98        | 28         |
| 2000 | 595.000     | 1.440.000   | 41,3        | 107        | 95         | 12         | 5.560                     |         | 16        | 160       | 28         |
| 2001 | 606.900     | 1.468.800   | 41,3        | 97         | 85         | 12         | 6.256                     |         | 16        | 164       | 28         |
| 2002 | 619.038     | 1.498.176   | 41,3        | 98         | 85         | 13         | 6.316                     |         | 19        | 184       | 28         |
| 2003 | 641.270     | 1.305.001   | 49,1        | 88         | 77         | 11         | 7.287                     |         | 17        | 174       | 28         |
| 2004 | 693.530     | 1.541.176   | 45,0        | 89         | 76         | 13         | 7.792                     |         | 75        | 63        | 28         |
| 2006 | 703.781     | 1.564.305   | 45,0        | 90         | 80         | 10         | 7.819                     |         | 50        | 98        | 28         |
| 2007 | 706.679     | 1.566.113   | 45,1        | 91         | 82         | 9          | 7.765                     | 1       | 42        | 118       | 29         |
| 2013 | 789.132     | 1.723.716   | 45,8        | 107        | 94         | 13         | 7.375                     |         | 71        | 76        | 30         |
| 2016 | 827.122     | 1.800.360   | 45,9        | 111        | 99         | 12         | 7.451                     |         | 87        | 18        | 33         |
| 2019 | 877.345     | 1.921.160   | 45,7        | 119        | 105        | 14         | 7.372                     |         | 84        | 18        | 33         |
| 2021 | 995.000     | 1.992.400   | 49,9        | 121        | 112        | 9          | 8.223                     |         | 69        |           | 34         |